# Saint-Pierre-Colamine
 Saint-Pierre-Colamine  là một xã ở tỉnh Puy-de-Dôme trong vùng Auvergne-Rhône-Alpes, Pháp. Xã này có diện tích 17 km², dân số người. Khu vực này có độ cao 730 mét trên mực nước biển.